# Sognando Alaska
(Tagline del film)
Sognando Alaska (Don't Get Killed in Alaska) è un film del 2014 diretto da Bill Taylor.

## Trama
Liney, una 20enne in viaggio verso l'Ontario con il suo nuovo fidanzato Dan dopo un'estate passata a piantare alberi, perde i soldi guadagnati durante la piantagione e decide, insieme al suo ragazzo, di andare durante l’inverno in Alaska a lavorare su un peschereccio per recuperare in fretta il denaro perso.
Per poter raggiungere l’Alaska, però, Liney si trova costretta a chiedere dei soldi in prestito ai suoi familiari che non vede da diverso tempo.